# Wintel
Unter dem Schlagwort Wintel, eine Wortkombination (Kofferwort) aus Windows und Intel, wurde vor allem in den 1990er Jahren eine Kategorie von Personal-Computer-Systemen zusammengefasst, die als gemeinsames Merkmal ein Windows-Betriebssystem aufweisen, das auf einer Hardware mit einem x86-Mikroprozessor von Intel läuft. Verallgemeinert wurden auch Rechner mit Intel-kompatiblen Prozessoren der 32-Bit-Architektur „IA-32“ anderer Herstellern darunter verstanden, vor allem von AMD.
Der Gesamtmarkt für Desktop- und Notebook-Computer teilte sich zu jener Zeit grob in drei solche Kategorien auf:
1. Wintel-Rechner bzw. allgemein IBM-kompatible Personal Computer mit einem kompatiblen DOS und/oder Windows als Betriebssystem,
2. Macintosh-Rechner von Apple mit m68k- oder PowerPC-Prozessor,[4]
3. Linux-Rechner unter verschiedensten Linux-Distributionen.[3]

Bereits in den 2000er Jahren verliert der Begriff an Bedeutung, sodass Wintel meist nur noch spezifisch im Kontext zum Thema Microsoft und Intel verwendet wird, oder in einem historischen Kontext.

Ein an Wintel angelehnter, ähnlicher Begriff ist „Lintel“, eine Wortkombination aus Linux und Intel, der für die Bestrebungen von Intel steht, im Server-Bereich Fuß zu fassen.

## Geschichte
Der 8086-Prozessor, der die x86-Architektur begründet, wurde Mitte der 1970er Jahre erfunden, brauchbare Rechner damit kamen Ende des Jahrzehnts auf den Markt. Sie wurden zunächst vor allem an Universitäten und in Technik-kompetenten Industrien eingesetzt. Um 1980 herum wurden erste Geräte in Büros und anderen eher technikfernen Anwendungen eingesetzt. Es gab in den damals verfügbaren 8-Bit- und 16-Bit-Architekturen noch keinen Industriestandard, sondern geradezu einen Wildwuchs an verschiedensten Ansätzen.
1981 kam der IBM Personal Computer, kurz „IBM PC“, auf den Markt und bildete sich bis zur Mitte der 1980er Jahre zum Industriestandard heraus, insbesondere nachdem diverse andere Hersteller dazu kompatible PCs anboten, zusammengefasst als „IBM-PC-Kompatible“. Die 16-Bit-Architektur war inzwischen Standard und 1985 kam mit dem zum 8088/8086-kompatiblen 80386 der erste 32-Bit-x86-Prozessor auf den Markt. Als einige Jahre später auch das Betriebssystem Windows von Microsoft erfolgreich wurde – was das Wintel-Konzept vervollständigte – war es in großen Teilen zwar noch 16-Bit-Software, nutzte aber bereits die Vorteile des 80386-Prozessors und begann in Teilen 32-Bit-Code zu verwenden (Windows 3.x). Mitte bis Ende der 1990er Jahre setze sich die 32-Bit-x86-Architektur „IA-32“ durch (Windows 9x) und mit ihr eine weitere Generationen des Windows-Betriebssystems (Windows NT). In der zweiten Hälfte des ersten Jahrzehnts der 2000er Jahre wurde Windows schließlich auf die ab 2003 verfügbare 64-Bit-Erweiterung x64 (des Opteron von AMD, von Intel übernommen und ab 2005 ebenfalls verfügbar) portiert, die ab ca. 2010 zum Standard wurde. Das letzte verfügbare 32-Bit-Windows ist Windows 10.
Obwohl oft von einer Wintel-Allianz zwischen Microsoft und Intel gesprochen wird, hatten sich beide Unternehmen auch regelmäßig öffentlich kritisiert.